# 過酸化物価
過酸化物価（かさんかぶつか、PV）とは、油脂の変質の指標となる数値のひとつ。

## 概要
よく精製された新鮮な油脂では過酸化物はほとんど存在しないが、長期間放置されていた油脂や、空気にさらされていた油脂製品では、油脂が自動酸化してヒドロペルオキシドが生成している。この量を油脂1kgあたりのミリ当量で表したものが過酸化物価である。
測定は酸化した油脂に酸性でヨウ化カリウムを作用させ、遊離してくるヨウ素を滴定法で求めるのが定法である。この他にも過酸化物価の測定法には、比色法など様々な方法が提案されている。